# Dennis Krüger
Dennis Krüger (* 24. April 1993 in Berlin) ist ein deutscher Leichtathlet, der sich auf den 800-Meter-Lauf spezialisiert hat.

## Sportliche Laufbahn
Krüger begann seine sportliche Laufbahn beim LAC Berlin unter Trainer Wolfgang Klee. 2010 siegte er bei den Deutschen U18-Meisterschaften, 2011 wurde er Deutscher Juniorenmeister im Freien und in der Halle. Bei den Juniorenweltmeisterschaften 2012 in Barcelona belegte er den achten Platz. 2014 gewann er bei den Deutschen U23-Meisterschaften. Im selben Jahr gelang ihm mit dem Sieg bei den Deutschen Meisterschaften in Ulm und der Nominierung für die Europameisterschaften in Zürich der Durchbruch in der Aktivenklasse. In Zürich erreichte er die Halbfinalrunde, verpasste aber als Sechster seines Laufs den Finaleinzug.
2015 belegte Krüger bei den U23-Europameisterschaften in Tallinn den vierten Platz und verteidigte seinen Titel bei den Deutschen Meisterschaften in Nürnberg erfolgreich.
Seit 2014 startet Krüger für den 1. VfL Fortuna Marzahn und wird von Hans-Jürgen Stephan trainiert. Er studiert Wirtschaftsrecht an der Hochschule für Wirtschaft und Recht Berlin.

## Erfolge

### National
- Deutscher U18-Meister 2010
- Deutscher U20-Meister 2011
- Deutscher U20-Hallenmeister 2011
- Deutscher U23-Meister 2014 und 2015
- Deutscher Meister 2014 und 2015
- Vierter der DM 2016

### International
- Vierter U23-EM 2015